# Lista planetelor minore: 267001–268000
Aceasta este lista planetelor minore cu numerele 267001–268000.

## 267001–267100
| Denumire       | Denumire provizorie | Data descoperirii  | Locul descoperirii | Descoperitor(i)                                     |
| -------------- | ------------------- | ------------------ | ------------------ | --------------------------------------------------- |
| 267001 –       | 1094 T-3            | 17 octombrie 1977  | Palomar            | C. van Houten, I. van Houten-Groeneveld, T. Gehrels |
| 267002 –       | 3807 T-3            | 1977 10 16         | Palomar            | C. van Houten, I. van Houten-Groeneveld, T. Gehrels |
| 267003 Burkert | 1978 PF             | 10 august 1978     | La Silla           | L. D. Schmadel                                      |
| 267004 –       | 1981 UA             | 21 octombrie 1981  | Palomar            | R. S. Dunbar                                        |
| 267005 –       | 1992 RN5            | 2 septembrie 1992  | La Silla           | E. W. Elst                                          |
| 267006 –       | 1993 BR11           | 22 ianuarie 1993   | Kitt Peak          | Spacewatch                                          |
| 267007 –       | 1993 FD14           | 17 martie 1993     | La Silla           | UESAC                                               |
| 267008 –       | 1993 FS62           | 19 martie 1993     | La Silla           | UESAC                                               |
| 267009 –       | 1993 TN7            | 9 octombrie 1993   | Kitt Peak          | Spacewatch                                          |
| 267010 –       | 1994 CX4            | 11 februarie 1994  | Kitt Peak          | Spacewatch                                          |
| 267011 –       | 1994 PQ26           | 12 august 1994     | La Silla           | E. W. Elst                                          |
| 267012 –       | 1994 RM26           | 3 septembrie 1994  | La Silla           | E. W. Elst                                          |
| 267013 –       | 1995 SW14           | 18 septembrie 1995 | Kitt Peak          | Spacewatch                                          |
| 267014 –       | 1995 SY40           | 25 septembrie 1995 | Kitt Peak          | Spacewatch                                          |
| 267015 –       | 1995 SL62           | 25 septembrie 1995 | Kitt Peak          | Spacewatch                                          |
| 267016 –       | 1995 SP65           | 26 septembrie 1995 | Kitt Peak          | Spacewatch                                          |
| 267017 –       | 1995 UA             | 16 octombrie 1995  | Colleverde         | V. S. Casulli                                       |
| 267018 –       | 1995 UL2            | 24 octombrie 1995  | Kleť               | Kleť                                                |
| 267019 –       | 1995 VB4            | 14 noiembrie 1995  | Kitt Peak          | Spacewatch                                          |
| 267020 –       | 1995 VB11           | 15 noiembrie 1995  | Kitt Peak          | Spacewatch                                          |
| 267021 –       | 1995 VC11           | 15 noiembrie 1995  | Kitt Peak          | Spacewatch                                          |
| 267022 –       | 1995 WX26           | 17 noiembrie 1995  | Kitt Peak          | Spacewatch                                          |
| 267023 –       | 1995 WF31           | 19 noiembrie 1995  | Kitt Peak          | Spacewatch                                          |
| 267024 –       | 1995 XK3            | 14 decembrie 1995  | Kitt Peak          | Spacewatch                                          |
| 267025 –       | 1995 XL3            | 14 decembrie 1995  | Kitt Peak          | Spacewatch                                          |
| 267026 –       | 1996 ED7            | 11 martie 1996     | Kitt Peak          | Spacewatch                                          |
| 267027 –       | 1996 RN8            | 6 septembrie 1996  | Kitt Peak          | Spacewatch                                          |
| 267028 –       | 1996 RF19           | 15 septembrie 1996 | Kitt Peak          | Spacewatch                                          |
| 267029 –       | 1996 TT27           | 7 octombrie 1996   | Kitt Peak          | Spacewatch                                          |
| 267030 –       | 1996 TV40           | 8 octombrie 1996   | La Silla           | E. W. Elst                                          |
| 267031 –       | 1996 TZ50           | 5 octombrie 1996   | La Silla           | E. W. Elst                                          |
| 267032 –       | 1996 TC60           | 8 octombrie 1996   | La Silla           | E. W. Elst                                          |
| 267033 –       | 1996 VW35           | 9 noiembrie 1996   | Kitt Peak          | Spacewatch                                          |
| 267034 –       | 1997 AC25           | 12 ianuarie 1997   | Caussols           | ODAS                                                |
| 267035 –       | 1997 EB10           | 3 martie 1997      | Kitt Peak          | Spacewatch                                          |
| 267036 –       | 1997 SC11           | 27 septembrie 1997 | Rand               | G. R. Viscome                                       |
| 267037 –       | 1997 YG             | 18 decembrie 1997  | Oizumi             | T. Kobayashi                                        |
| 267038 –       | 1997 YM2            | 21 decembrie 1997  | Oizumi             | T. Kobayashi                                        |
| 267039 –       | 1998 DF18           | 23 februarie 1998  | Kitt Peak          | Spacewatch                                          |
| 267040 –       | 1998 FW             | 18 martie 1998     | Kitt Peak          | Spacewatch                                          |
| 267041 –       | 1998 FL143          | 29 martie 1998     | Socorro            | LINEAR                                              |
| 267042 –       | 1998 GA10           | 2 aprilie 1998     | Socorro            | LINEAR                                              |
| 267043 –       | 1998 HQ10           | 17 aprilie 1998    | Kitt Peak          | Spacewatch                                          |
| 267044 –       | 1998 HN118          | 23 aprilie 1998    | Socorro            | LINEAR                                              |
| 267045 –       | 1998 QK49           | 17 august 1998     | Socorro            | LINEAR                                              |
| 267046 –       | 1998 RU17           | 14 septembrie 1998 | Socorro            | LINEAR                                              |
| 267047 –       | 1998 RK40           | 14 septembrie 1998 | Socorro            | LINEAR                                              |
| 267048 –       | 1998 RX46           | 14 septembrie 1998 | Socorro            | LINEAR                                              |
| 267049 –       | 1998 RE49           | 14 septembrie 1998 | Socorro            | LINEAR                                              |
| 267050 –       | 1998 SG3            | 17 septembrie 1998 | Caussols           | ODAS                                                |
| 267051         | 1998 SA27           | 20 septembrie 1998 | Xinglong           | BAO Schmidt CCD Asteroid Program                    |
| 267052 –       | 1998 SD95           | 26 septembrie 1998 | Socorro            | LINEAR                                              |
| 267053 –       | 1998 SD98           | 26 septembrie 1998 | Socorro            | LINEAR                                              |
| 267054 –       | 1998 SL152          | 26 septembrie 1998 | Socorro            | LINEAR                                              |
| 267055 –       | 1998 SR153          | 26 septembrie 1998 | Socorro            | LINEAR                                              |
| 267056 –       | 1998 UX39           | 28 octombrie 1998  | Socorro            | LINEAR                                              |
| 267057 –       | 1998 VL41           | 14 noiembrie 1998  | Kitt Peak          | Spacewatch                                          |
| 267058 –       | 1998 VR48           | 15 noiembrie 1998  | Kitt Peak          | Spacewatch                                          |
| 267059 –       | 1998 WK25           | 16 noiembrie 1998  | Kitt Peak          | Spacewatch                                          |
| 267060 –       | 1998 WH42           | 19 noiembrie 1998  | Caussols           | ODAS                                                |
| 267061 –       | 1998 WD44           | 19 noiembrie 1998  | Caussols           | ODAS                                                |
| 267062 –       | 1998 YH5            | 20 decembrie 1998  | Catalina           | CSS                                                 |
| 267063 –       | 1999 FC77           | 20 martie 1999     | Apache Point       | SDSS                                                |
| 267064 –       | 1999 FU83           | 20 martie 1999     | Apache Point       | SDSS                                                |
| 267065 –       | 1999 RS7            | 3 septembrie 1999  | Kitt Peak          | Spacewatch                                          |
| 267066 –       | 1999 RR30           | 8 septembrie 1999  | Socorro            | LINEAR                                              |
| 267067 –       | 1999 RY56           | 7 septembrie 1999  | Socorro            | LINEAR                                              |
| 267068 –       | 1999 RA249          | 7 septembrie 1999  | Socorro            | LINEAR                                              |
| 267069 –       | 1999 TY48           | 4 octombrie 1999   | Kitt Peak          | Spacewatch                                          |
| 267070 –       | 1999 TH64           | 8 octombrie 1999   | Kitt Peak          | Spacewatch                                          |
| 267071 –       | 1999 TP66           | 8 octombrie 1999   | Kitt Peak          | Spacewatch                                          |
| 267072 –       | 1999 TG70           | 9 octombrie 1999   | Kitt Peak          | Spacewatch                                          |
| 267073 –       | 1999 TT82           | 12 octombrie 1999  | Kitt Peak          | Spacewatch                                          |
| 267074 –       | 1999 TR103          | 3 octombrie 1999   | Socorro            | LINEAR                                              |
| 267075 –       | 1999 TV169          | 10 octombrie 1999  | Socorro            | LINEAR                                              |
| 267076 –       | 1999 TW192          | 12 octombrie 1999  | Socorro            | LINEAR                                              |
| 267077 –       | 1999 TC204          | 13 octombrie 1999  | Socorro            | LINEAR                                              |
| 267078 –       | 1999 TK224          | 1 octombrie 1999   | Kitt Peak          | Spacewatch                                          |
| 267079 –       | 1999 TY265          | 3 octombrie 1999   | Socorro            | LINEAR                                              |
| 267080 –       | 1999 TF294          | 1 octombrie 1999   | Kitt Peak          | Spacewatch                                          |
| 267081 –       | 1999 TR318          | 12 octombrie 1999  | Kitt Peak          | Spacewatch                                          |
| 267082 –       | 1999 UG59           | 31 octombrie 1999  | Kitt Peak          | Spacewatch                                          |
| 267083 –       | 1999 VD59           | 4 noiembrie 1999   | Socorro            | LINEAR                                              |
| 267084 –       | 1999 VQ74           | 5 noiembrie 1999   | Kitt Peak          | Spacewatch                                          |
| 267085 –       | 1999 VW75           | 5 noiembrie 1999   | Kitt Peak          | Spacewatch                                          |
| 267086 –       | 1999 VK83           | 1 noiembrie 1999   | Kitt Peak          | Spacewatch                                          |
| 267087 –       | 1999 VJ91           | 5 noiembrie 1999   | Socorro            | LINEAR                                              |
| 267088 –       | 1999 VS126          | 9 noiembrie 1999   | Kitt Peak          | Spacewatch                                          |
| 267089 –       | 1999 VU132          | 1 noiembrie 1999   | Kitt Peak          | Spacewatch                                          |
| 267090 –       | 1999 VS198          | 3 noiembrie 1999   | Catalina           | CSS                                                 |
| 267091 –       | 1999 VE210          | 12 noiembrie 1999  | Socorro            | LINEAR                                              |
| 267092 –       | 1999 VW214          | 1 noiembrie 1999   | Kitt Peak          | Spacewatch                                          |
| 267093 –       | 1999 XO45           | 7 decembrie 1999   | Socorro            | LINEAR                                              |
| 267094 –       | 1999 XJ131          | 12 decembrie 1999  | Socorro            | LINEAR                                              |
| 267095 –       | 1999 XB138          | 2 decembrie 1999   | Kitt Peak          | Spacewatch                                          |
| 267096 –       | 1999 XZ139          | 2 decembrie 1999   | Kitt Peak          | Spacewatch                                          |
| 267097 –       | 1999 XQ145          | 7 decembrie 1999   | Kitt Peak          | Spacewatch                                          |
| 267098 –       | 1999 XC217          | 13 decembrie 1999  | Kitt Peak          | Spacewatch                                          |
| 267099 –       | 1999 XG227          | 15 decembrie 1999  | Kitt Peak          | Spacewatch                                          |
| 267100 –       | 1999 XL251          | 9 decembrie 1999   | Kitt Peak          | Spacewatch                                          |

## 267101–267200
| Denumire | Denumire provizorie | Data descoperirii | Locul descoperirii | Descoperitor(i) |
| -------- | ------------------- | ----------------- | ------------------ | --------------- |
| 267138 – | 2000 EB122          | 11 martie 2000    | Anderson Mesa      | LONEOS          |
| 267139 – | 2000 EW152          | 6 martie 2000     | Haleakala          | NEAT            |
| 267176 – | 2000 OO             | 23 iulie 2000     | Reedy Creek        | J. Broughton    |
| 267179 – | 2000 QF9            | 22 august 2000    | Prescott           | P. G. Comba     |

## 267201–267300
| Denumire | Denumire provizorie | Data descoperirii  | Locul descoperirii | Descoperitor(i) |
| -------- | ------------------- | ------------------ | ------------------ | --------------- |
| 267210 – | 2000 SA321          | 29 septembrie 2000 | Bergisch Gladbach  | W. Bickel       |
| 267266 – | 2001 QH265          | 26 august 2001     | Desert Eagle       | W. K. Y. Yeung  |

## 267301–267400
| Denumire | Denumire provizorie | Data descoperirii | Locul descoperirii | Descoperitor(i) |
| -------- | ------------------- | ----------------- | ------------------ | --------------- |
| 267346 – | 2001 WC16           | 23 noiembrie 2001 | Uccle              | T. Pauwels      |

## 267401–267500
| Denumire | Denumire provizorie | Data descoperirii | Locul descoperirii | Descoperitor(i)            |
| -------- | ------------------- | ----------------- | ------------------ | -------------------------- |
| 267447 – | 2002 DP1            | 18 februarie 2002 | Cima Ekar          | Asiago-DLR Asteroid Survey |
| 267479 – | 2002 GT29           | 7 aprilie 2002    | Cerro Tololo       | M. W. Buie                 |

## 267501–267600
| Denumire        | Denumire provizorie | Data descoperirii  | Locul descoperirii | Descoperitor(i)     |
| --------------- | ------------------- | ------------------ | ------------------ | ------------------- |
| 267514 –        | 2002 ND44           | 11 iulie 2002      | Campo Imperatore   | CINEOS              |
| 267546 –        | 2002 PG158          | 8 august 2002      | Palomar            | S. F. Hönig         |
| 267585 Popluhár | 2002 QA130          | 17 august 2002     | Palomar            | NEAT                |
| 267587 –        | 2002 QO141          | 5 septembrie 2007* | Mount Lemmon       | Mount Lemmon Survey |

## 267601–267700
| Denumire | Denumire provizorie | Data descoperirii  | Locul descoperirii | Descoperitor(i) |
| -------- | ------------------- | ------------------ | ------------------ | --------------- |
| 267625 – | 2002 RD232          | 11 septembrie 2002 | Wrightwood         | J. W. Young     |
| 267626 – | 2002 RG237          | 15 septembrie 2002 | Palomar            | R. Matson       |

## 267701–267800
| Denumire | Denumire provizorie | Data descoperirii  | Locul descoperirii | Descoperitor(i)         |
| -------- | ------------------- | ------------------ | ------------------ | ----------------------- |
| 267764 – | 2003 QX30           | 23 august 2003     | Črni Vrh           | Črni Vrh                |
| 267767 – | 2003 RJ10           | 3 septembrie 2003  | Wrightwood         | J. W. Young, A. Grigsby |
| 267798 – | 2003 SW271          | 26 septembrie 2003 | Goodricke-Pigott   | R. A. Tucker            |

## 267801–267900
| Denumire | Denumire provizorie | Data descoperirii | Locul descoperirii | Descoperitor(i)  |
| -------- | ------------------- | ----------------- | ------------------ | ---------------- |
| 267852 – | 2003 UJ283          | 30 octombrie 2003 | Kitt Peak          | Deep Lens Survey |
| 267872 – | 2003 WD157          | 29 noiembrie 2003 | Kingsnake          | J. V. McClusky   |

## 267901–268000
| Denumire | Denumire provizorie | Data descoperirii | Locul descoperirii | Descoperitor(i)         |
| -------- | ------------------- | ----------------- | ------------------ | ----------------------- |
| 267958 – | 2004 FK29           | 24 martie 2004    | Siding Spring      | SSS                     |
| 267977 – | 2004 FY145          | 30 martie 2004    | Junk Bond          | Junk Bond               |
| 267978 – | 2004 FV162          | 16 martie 2004    | Valmeca            | C. Demeautis, D. Matter |